# 那珂川市
那珂川市（日语：／ Nakagawa shi */?）是位于福岡市南側的一個行政區劃，屬於福岡都市圈的一部分。名稱源自發源於轄區南部山區，自南向北貫穿整個轄區的那珂川。
主要市區位於緊鄰福岡市的轄區北部，距離福岡市中心僅約13公里，全市近八成的人口集中在此，其餘地區則為山地，山地則占了全市面積的百分之七十。

## 人口
| 那珂川市人口分布圖 |                                                 |  |
| 那珂川市與日本全國年齡別人口分布比較圖 （2005年資料） | 那珂川市的年齡、男女別人口分布圖 （2005年資料） |  |
| ■紫色是那珂川市 ■綠色是全国 | ■藍色是男性 ■紅色是女性                         |  |
| 那珂川市人口變化 \| 1970年 \| 11,245人 \| \| \| 1975年 \| 17,646人 \| \| \| 1980年 \| 24,840人 \| \| \| 1985年 \| 30,869人 \| \| \| 1990年 \| 36,576人 \| \| \| 1995年 \| 42,345人 \| \| \| 2000年 \| 45,548人 \| \| \| 2005年 \| 46,972人 \| \| \| 2010年 \| 49,780人 \| \| \| 2015年 \| 50,004人 \| \| \| 2020年 \| 50,112人 \| \| |                                                 |  |
| 資料來源：日本總務省統計中心提供之人口普查數據 |                                                 |  |
| 1970年 | 11,245人                                        |  |
| 1975年 | 17,646人                                        |  |
| 1980年 | 24,840人                                        |  |
| 1985年 | 30,869人                                        |  |
| 1990年 | 36,576人                                        |  |
| 1995年 | 42,345人                                        |  |
| 2000年 | 45,548人                                        |  |
| 2005年 | 46,972人                                        |  |
| 2010年 | 49,780人                                        |  |
| 2015年 | 50,004人                                        |  |
| 2020年 | 50,112人                                        |  |

## 歷史
此地在彌生時代屬於奴國的勢力範圍，自1990年代起發掘出當時的聚落遺跡－安德台遺跡群，並發現屬於當時奴國的王墓。
在8世紀日本實施律令制後，屬於筑前國那珂郡，在江戶時代為福岡藩之領地，1871年實施廢藩置縣後隸屬福岡縣至今。
在1889年日本實施町村制時，現在的轄區在當時分屬安德村、岩戶村、南畑村三村；1956年這三村合併為那珂川町。
自2000年代起，那珂川町即致力於升格改制為市，但在2010年日本每五年舉行一次的人口普查中，人口統計結果為49,780人，以僅220人的差距，未能達到升格為市所需要的五萬人門檻；此後那珂川町持續致力於增加人口，推出免除購入自住用住宅的物業稅及租屋優惠的政策來吸引新居民遷入。在2015年的人口普查中，人口統計結果為50,004人，取得升格為市的資格，最終於2018年10月1日完成改制為那珂川市。

### 變遷表
| 1889年以前   | 1896年2月26日 | 1896年 - 1911年 | 1912年 - 1926年 | 1926年 - 1944年 | 1945年 - 1959年       | 1960年 - 1989年       | 1989年 - 現在          | 現在                   |
| ------------ | ------------- | --------------- | --------------- | --------------- | --------------------- | --------------------- | ---------------------- | ---------------------- |
| 那珂郡南畑村 | 筑紫郡南畑村  | 筑紫郡南畑村    | 筑紫郡南畑村    | 筑紫郡南畑村    | 1956年4月1日 那珂川町 | 1956年4月1日 那珂川町 | 2018年10月1日 那珂川市 | 2018年10月1日 那珂川市 |
| 那珂郡岩戶村 | 筑紫郡岩戶村  | 筑紫郡岩戶村    | 筑紫郡岩戶村    | 筑紫郡岩戶村    | 1956年4月1日 那珂川町 | 1956年4月1日 那珂川町 | 2018年10月1日 那珂川市 | 2018年10月1日 那珂川市 |
| 那珂郡安德村 | 筑紫郡安德村  | 筑紫郡安德村    | 筑紫郡安德村    | 筑紫郡安德村    | 1956年4月1日 那珂川町 | 1956年4月1日 那珂川町 | 2018年10月1日 那珂川市 | 2018年10月1日 那珂川市 |

## 交通
九州旅客鐵道的九州新幹線和西日本旅客鐵道的博多南線雖然通過轄區，但在轄內並未設有車站。原本博多南線在1974年開始使用之初，並不是用於運輸旅客的路線，僅是山陽新幹線列車在抵達南端終點站博多車站之後，從博多車站前往位於那珂川市的新幹線列車基地博多綜合車輛所時所使用的接駁路線。但由於博多綜合車輛所附近地區在長年的發展之下逐漸變成人口眾多的住宅區，卻又缺乏有效的大眾運輸路線連結福岡市市區；經過當地居民的爭取後，在1990年JR西日本在博多綜合車輛所旁設置了博多南車站，並以新幹線車輛作為通勤列車，讓居民可以在此往返博多車站。
而博多南車站本身雖然位於春日市的轄區內，但是一般乘車旅客並無法經由博多南車站的出口直接進入春日市轄區，其主要出口連結的博多南站前大廈及附屬的旅客轉乘設施皆是位於那珂川市，甚至博多南站前大廈也是由那珂川市政府負責管理。
此外，西鐵巴士在市內設有那珂川自動車営業所，開設有連結市內及福岡市主要市區的巴士路線，其中有大量的巴士可前往位於北方約兩公里外的西日本鐵道天神大牟田線大橋車站，因此也有相當多的居民利用大橋車站進入福岡市區。同時那珂川市政府也委託西鐵集團營運負責市內交通的社區巴士－翠鳥巴士。

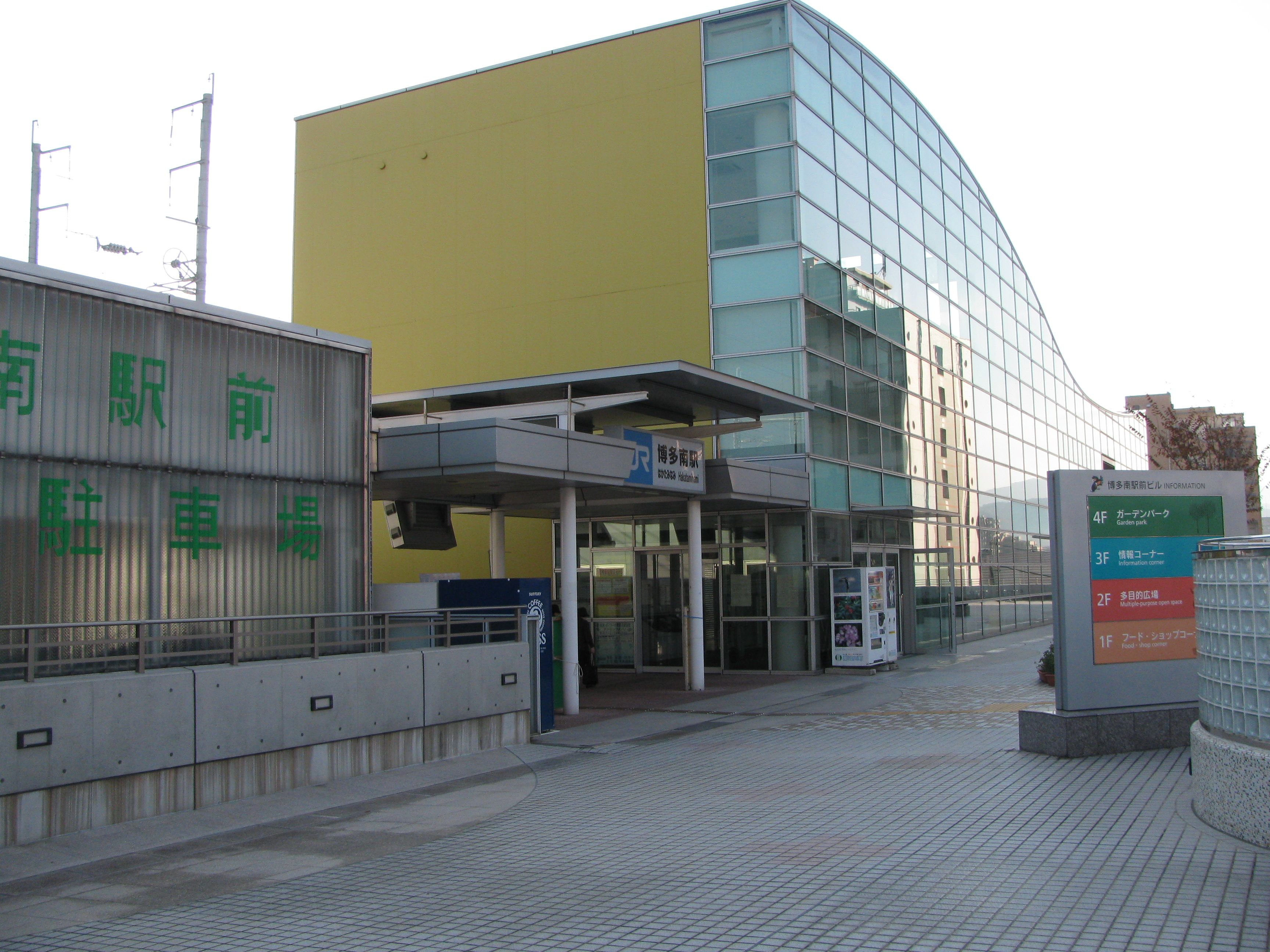
博多南車站前大廈及博多南車站出入口
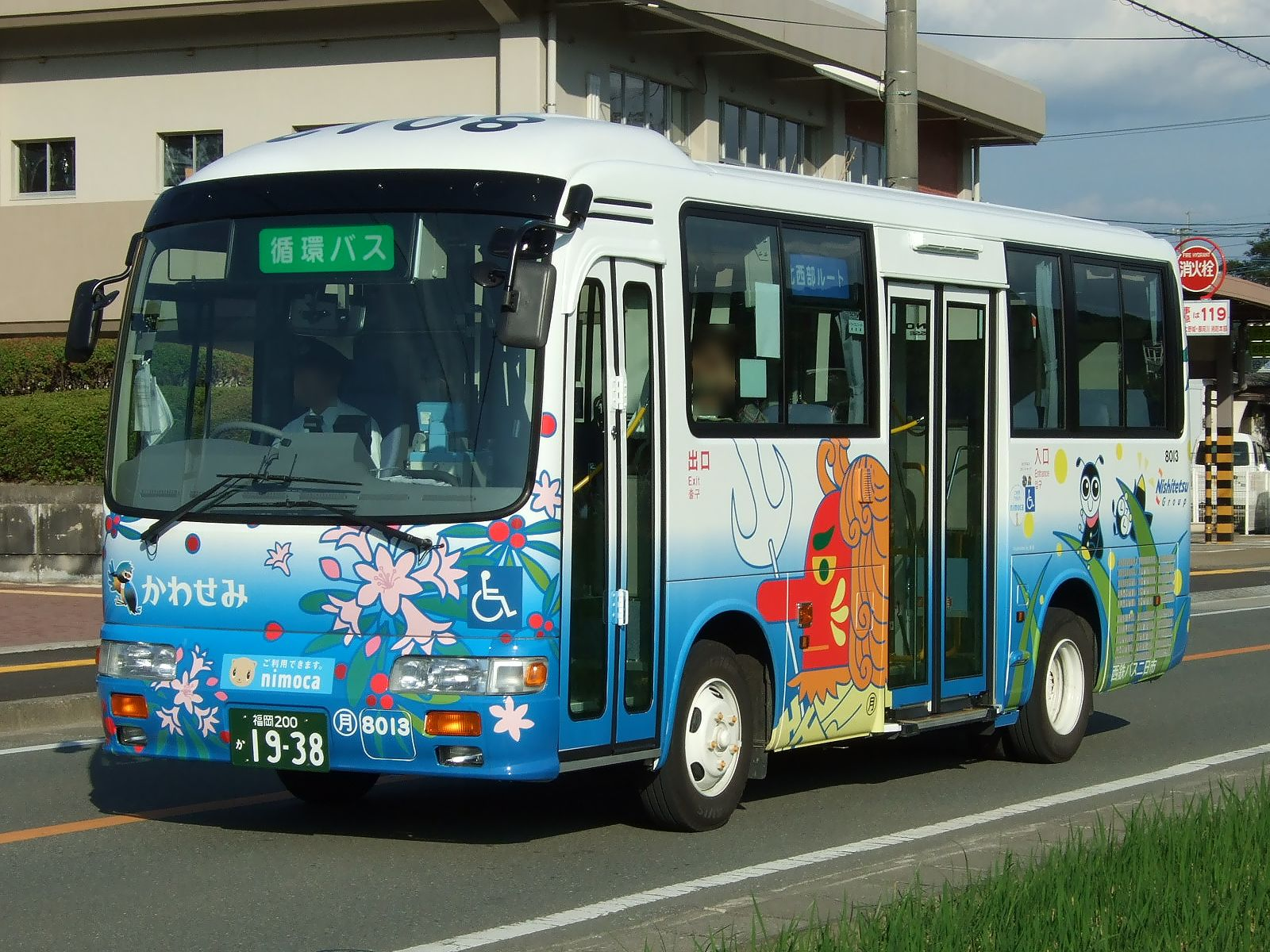
翠鳥巴士的車輛

## 文化資源
在市區南側的山田地區的農業灌溉用渠道裂田之溝，曾被記載在8世紀完成的日本第一部正史文獻《日本書紀》中，內容提到在西元3世紀時神功皇后曾為裂田之溝的興建工程祈願，雖然神功皇后是否真有其人仍有爭議，但從日本書紀完成時間算起，裂田之溝至少已有1,300年的歷史。裂田之溝全長約5公里，至今仍在使用中，可供給約150公頃之農田用水。

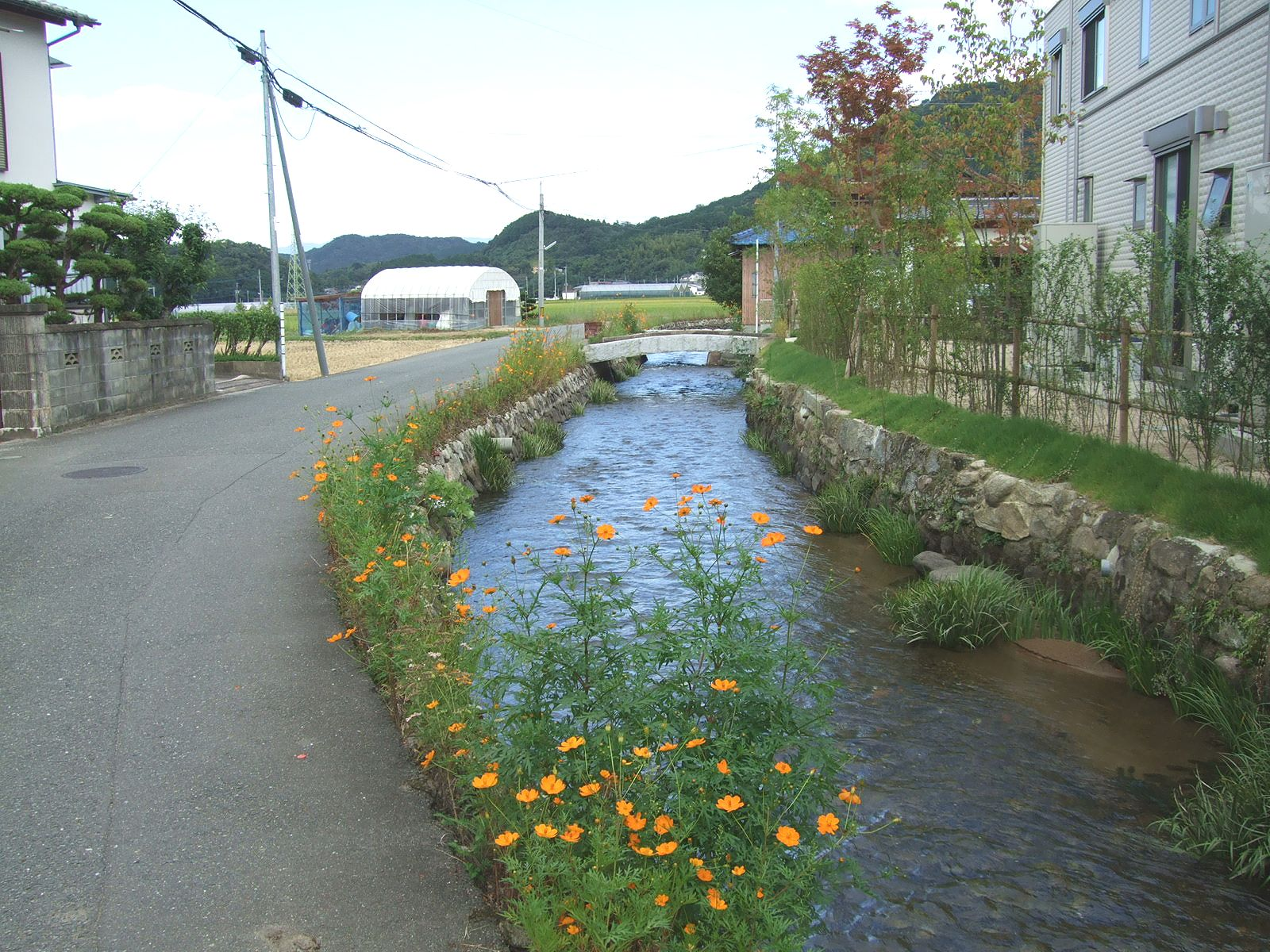
流經山田地區的裂田之溝
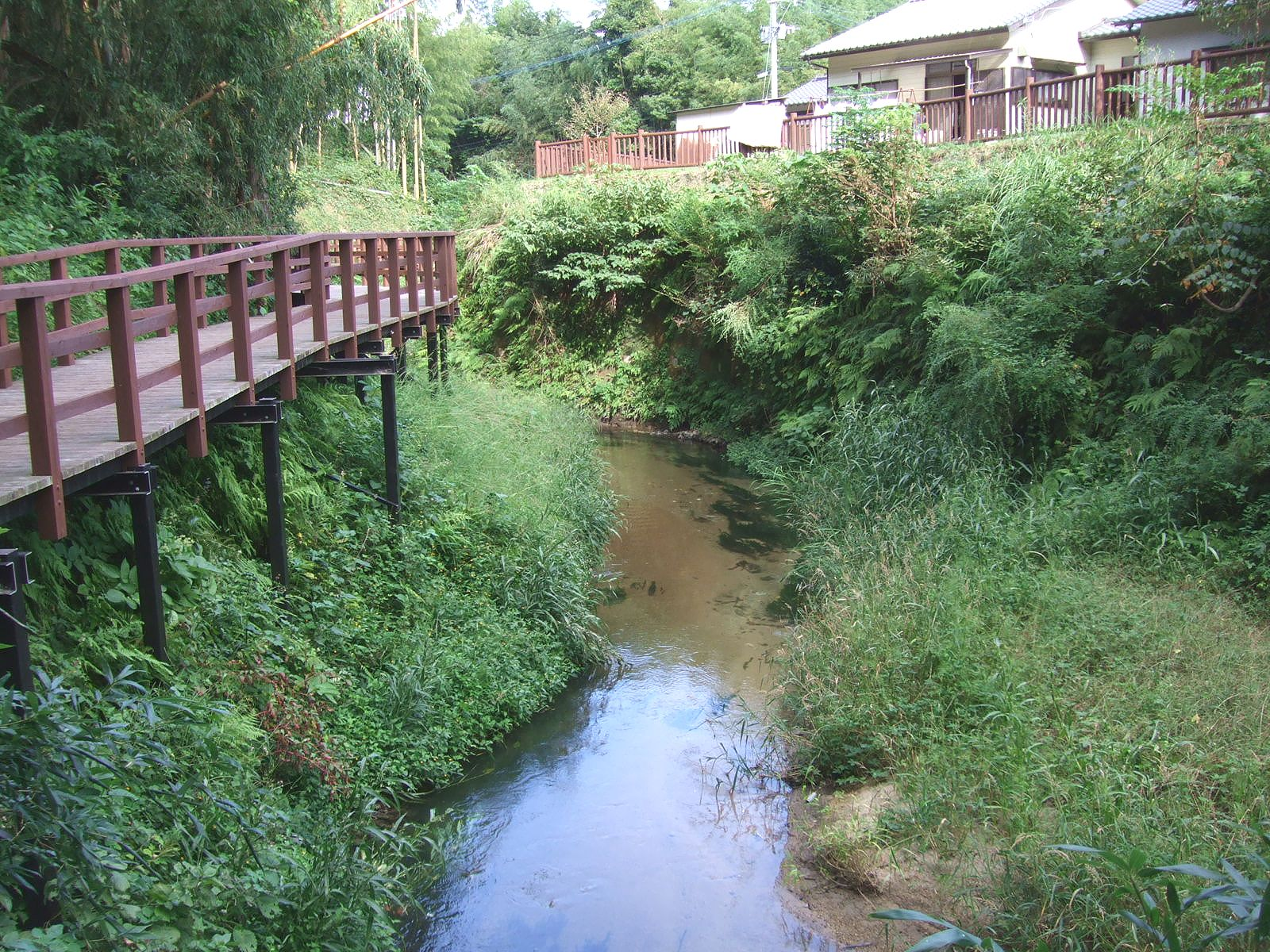
流經安德地區的裂田之溝
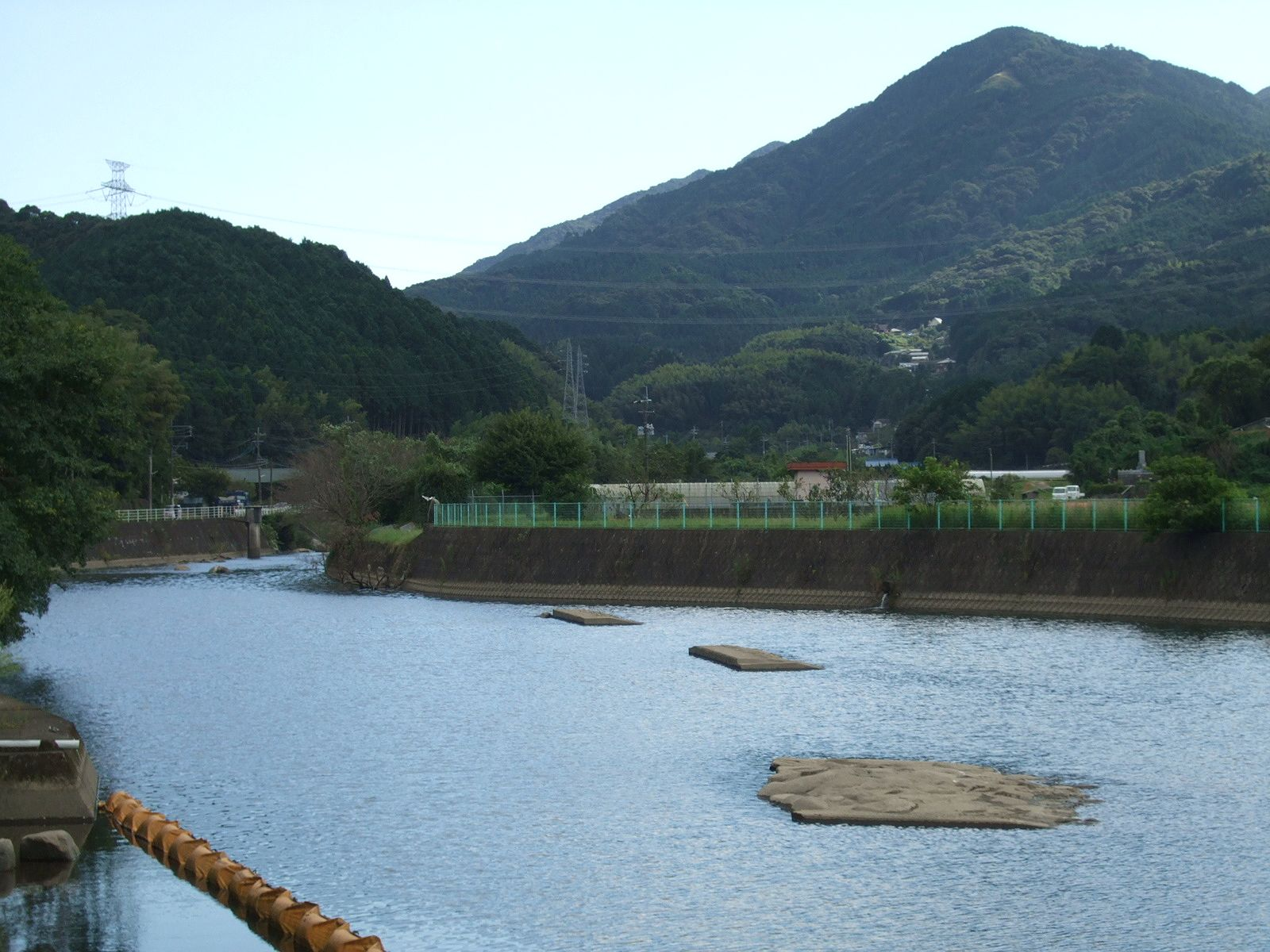
位於裂田之溝取水口的「一之井手」遺跡

## 教育
轄內唯一的高等學校福岡女子商業高等學校過去曾為全日本少有的町村立高等學校；但由於經營困難，在2014年決定轉讓給民間改為私立學校，最終在2017年4月完成移交給八洲學園經營。

## 本地出身之名人
- 少貳景資：岩門城主・日本鎌倉時代中期武將
- 柴田德次郎（日语：柴田徳次郎）：教育家、國士舘大學創辦人
- 真鍋大覚（日语：真鍋大覚）：航空工程家、暦法家、九州大學航空工程科助教授
- 梅野隆太郎：職業棒球選手
- 加納督大（日语：加納督大）：職業籃球選手
- 前田幸長（日语：前田幸長）：前職業棒球投手
- 藤井菜菜子：競歩選手

## 外部連結
- （日語） 那珂川的Facebook專頁
- （日語） 那珂川市的X（前Twitter）
- （日語） 那珂川町文化協會 （页面存档备份，存于）
- （日語） 那珂川町商工會 （页面存档备份，存于）